# William de Asevedo Furtado
William de Asevedo Furtado (Pelotas, 3 de abril de 1995) es un futbolista brasileño que juega de defensa en el Cruzeiro E. C. del Campeonato Brasileño de Serie A.

## Trayectoria
Centrocampista en sus inicios, William fue adaptado al lateral derecho durante el tiempo que pasó en las categorías de base del Internacional, con las cuales ganó el Campeonato Brasileño sub-20 de 2013 y la Copa de Brasil sub-20 de 2014.
En 2015, con las lesiones de Léo y Cláudio Winck, fue promovido al equipo principal colorado y ganó la posición de titular durante el Campeonato Gaúcho, del que fue campeón. William renovó su contrato con el Inter hasta 2018, siendo inscrito en la Libertadores en la segunda ronda, con la camisa 6, en lugar de Fabricio.
Durante el resto de la temporada de 2016, fue titular absoluto del Internacional. Al final del Campeonato Gaucho 2017, se confirmó que el jugador fue vendido al VfL Wolfsburgo de Alemania, con quienes sería presentado el 30 de junio de 2017.
En enero de 2021 se marchó cedido al F. C. Schalke 04 hasta final de temporada.

## Selección nacional
En 2016 formó parte del plantel de la selección olímpica de Brasil que ganó la medalla de oro en los Juegos Olímpicos de Río de Janeiro 2016.

## Estadísticas
Actualizado al último partido disputado el 28 de mayo de 2025.
| Club                         | Div.          | Temporada     | Liga  | Liga  | Copas nacionales | Copas nacionales | Copas internacionales | Copas internacionales | Estatal | Estatal | Total | Total |
| Club                         | Div.          | Temporada     | Part. | Goles | Part.            | Goles            | Part.                 | Goles                 | Part.   | Goles   | Part. | Goles |
| ---------------------------- | ------------- | ------------- | ----- | ----- | ---------------- | ---------------- | --------------------- | --------------------- | ------- | ------- | ----- | ----- |
| S. C. Internacional · Brasil | 1.ª           | 2015          | 29    | 0     | 4                | 0                | 6                     | 0                     | 8       | 0       | 47    | 0     |
| S. C. Internacional · Brasil | 1.ª           | 2016          | 32    | 0     | 4                | 1                | ―                     | ―                     | 15      | 0       | 51    | 1     |
| S. C. Internacional · Brasil | 2.ª           | 2017          | 2     | 0     | 6                | 0                | ―                     | ―                     | 12      | 0       | 20    | 0     |
| S. C. Internacional · Brasil | Total club    | Total club    | 63    | 0     | 14               | 1                | 6                     | 0                     | 35      | 0       | 118   | 1     |
| VfL Wolfsburgo · Alemania    | 1.ª           | 2017-18       | 24    | 0     | 2                | 0                | ―                     | ―                     | ―       | ―       | 26    | 0     |
| VfL Wolfsburgo · Alemania    | 1.ª           | 2018-19       | 31    | 2     | 2                | 0                | ―                     | ―                     | ―       | ―       | 33    | 2     |
| VfL Wolfsburgo · Alemania    | 1.ª           | 2019-20       | 16    | 1     | 2                | 1                | 4                     | 1                     | ―       | ―       | 22    | 3     |
| VfL Wolfsburgo · Alemania    | 1.ª           | 2020-21       | 2     | 0     | 0                | 0                | 0                     | 0                     | ―       | ―       | 2     | 0     |
| F. C. Schalke 04 · Alemania  | 1.ª           | 2020-21       | 8     | 0     | 1                | 0                | ―                     | ―                     | ―       | ―       | 9     | 0     |
| F. C. Schalke 04 · Alemania  | Total club    | Total club    | 8     | 0     | 1                | 0                | 0                     | 0                     | 0       | 0       | 9     | 0     |
| VfL Wolfsburgo · Alemania    | 1.ª           | 2021-22       | 0     | 0     | 0                | 0                | 0                     | 0                     | ―       | ―       | 0     | 0     |
| VfL Wolfsburgo · Alemania    | Total club    | Total club    | 73    | 3     | 6                | 1                | 4                     | 1                     | 0       | 0       | 83    | 5     |
| Cruzeiro E. C. · Brasil      | 1.ª           | 2023          | 33    | 0     | 4                | 1                | ―                     | ―                     | 3       | 0       | 40    | 1     |
| Cruzeiro E. C. · Brasil      | 1.ª           | 2024          | 34    | 5     | 1                | 0                | 13                    | 0                     | 12      | 0       | 60    | 5     |
| Cruzeiro E. C. · Brasil      | 1.ª           | 2025          | 6     | 0     | 2                | 0                | 5                     | 0                     | 8       | 0       | 21    | 0     |
| Cruzeiro E. C. · Brasil      | Total club    | Total club    | 73    | 5     | 7                | 1                | 18                    | 0                     | 23      | 0       | 121   | 6     |
| Total carrera                | Total carrera | Total carrera | 217   | 8     | 28               | 3                | 28                    | 1                     | 58      | 0       | 331   | 12    |
| 1. 2. 3.                     |               |               |       |       |                  |                  |                       |                       |         |         |       |       |

## Palmarés

### Campeonatos regionales
| Título            | Club                | Estado             | Año  |
| ----------------- | ------------------- | ------------------ | ---- |
| Campeonato Gaúcho | S. C. Internacional | Río Grande del Sur | 2015 |
| Campeonato Gaúcho | S. C. Internacional | Río Grande del Sur | 2016 |
| Recopa Gaúcha     | S. C. Internacional | Río Grande del Sur | 2016 |
| Recopa Gaúcha     | S. C. Internacional | Río Grande del Sur | 2017 |

### Campeonatos internacionales
| Título           | Equipo              | Sede           | Año  |
| ---------------- | ------------------- | -------------- | ---- |
| Juegos Olímpicos | Selección de Brasil | Río de Janeiro | 2016 |

### Distinciones individuales
| Distinción                                       | Año  |
| ------------------------------------------------ | ---- |
| Miembro del Equipo Ideal de la Copa Sudamericana | 2024 |